# War to End All Wars
Cet article concerne un album de musique. Pour l'expression de la Première Guerre Mondiale, voir The war to end war.
Albums de Yngwie Malmsteen
Alchemy (album d'Yngwie Malmsteen)
(1999) Live with the New Japan Philharmonic
(2002)
War To End All Wars est le douzième album studio d'Yngwie Malmsteen sorti en 2000.

## Liste des titres
| No  | Titre                                             | Paroles          | Musique   | Durée |
| --- | ------------------------------------------------- | ---------------- | --------- | ----- |
| 1.  | Prophet of Doom (features some parts by Paganini) | Yngwie Malmsteen | Malmsteen | 5:31  |
| 2.  | Crucify                                           | Malmsteen        | Malmsteen | 6:44  |
| 3.  | Bad Reputation                                    | Malmsteen        | Malmsteen | 4:53  |
| 4.  | Catch 22                                          | Malmsteen        | Malmsteen | 4:13  |
| 5.  | Masquerade                                        | Malmsteen        | Malmsteen | 4:54  |
| 6.  | Molto Arpeggiosa                                  | (instrumental)   | Malmsteen | 4:14  |
| 7.  | Miracle of Life                                   | Malmsteen        | Malmsteen | 5:39  |
| 8.  | The Wizard                                        | Malmsteen        | Malmsteen | 5:19  |
| 9.  | Preludium                                         | (instrumental)   | Malmsteen | 2:26  |
| 10. | Wild One                                          | Malmsteen        | Malmsteen | 5:46  |
| 11. | Tarot                                             | Malmsteen        | Malmsteen | 5:38  |
| 12. | InstruMental Institution                          | (instrumental)   | Malmsteen | 3:56  |
| 13. | War to End All Wars                               | Malmsteen        | Malmsteen | 4:15  |

### Bonus tracks (Japan)
| No  | Titre                  | Paroles        | Musique   | Durée |
| --- | ---------------------- | -------------- | --------- | ----- |
| 14. | Treasure from the East | (instrumental) | Malmsteen | 3:52  |
| 15. | Requiem                | (instrumental) | Malmsteen | 4:03  |

### Bonus track (USA and Europe)
| No  | Titre                     | Paroles       | Musique | Durée |
| --- | ------------------------- | ------------- | ------- | ----- |
| 14. | Black Sheep of the Family | Steve Hammond | Hammond | 2:17  |

## Équipe artistique
- Yngwie Malmsteen : guitare, basse
- Mark Boals : chant
- Mats Olausson : claviers
- John Macaluso : batterie

## Autour de l'album
- Cet album a été totalement enregistré dans les studios d'Yngwie (Studio 308 et Baroque & Roll Studio)
- C'est l'album qui a le son le plus pauvre de sa discographie, soi-disant pour un problème de budget alloué par le label. Pourtant, il a déclaré lors de la tournée promotionnelle en 2001 que le son de ce disque était celui dont il avait toujours rêvé. Yngwie a depuis régulièrement évoqué le fait de vouloir remixer cet album pour le proposer dans une version plus propre.
- The Wizard est bâti sur le riff d'une vieille démo, Merlin's Castle.
- Yngwie règle ses comptes avec son ancien manager Jim Lewis sur Crucify. Il l'accuse de lui avoir volé 4,5 millions de dollars. Le titre de travail de cette chanson était Bloodsucker. Yngwie a voulu composer une chanson au tempo rapide dans les graves.
- C'est la première fois qu'autant de bonus sont distribués avec l'un des albums de Malmsteen.
- Il y a eu un clip pour Crucify.
- Molto Arpeggiosa était présenté sur la vidéo Full Shred dans une version moins alambiquée intitulée Arpeggios From Hell.
- Black Sheep Of The Family est un reggae dont le chanteur n'est même pas présenté dans le livret de l'album. D'après Yngwie, il s'agit de l'un de ses amis chantant dans un groupe de reprises de The Police nommé P'lice. Celui-ci était de passage chez lui et après un repas arrosé, le guitariste aurait proposé à son ami de tenir le micro sur cette petite plaisanterie musicale.
- Treasure From The East a été enregistré en 1996/1997 et figure parmi les démos de Facing the Animal.